# Legends (canção de Now United)
"Legends" é uma canção do grupo pop internacional Now United, lançada em 27 de setembro de 2019. O videoclipe foi lançado no dia 14 de novembro de 2019. Conta com os vocais de Noah e Any.

## Videoclipe
O videoclipe foi lançado no dia 14 de novembro de 2019, e foi gravado durante a, World Tour Presented By YouTube Music, essa tour passou pela França, Reino Unido, Brasil, Japão, Índia, Estados Unidos e Emirados Árabes Unidos. A canção faz parte do projeto de protagonismo, sendo a segunda canção a ser correspondida à Any. Em 15 de novembro de 2019, foi lançada uma versão em português da canção intitulada "Lendas".

## Histórico de lançamento
| Região | Data                   | Formato                    | Gravadora | Ref   |
| ------ | ---------------------- | -------------------------- | --------- | ----- |
| Mundo  | 27 de setembro de 2019 | download digital streaming | XIX       | [ 5 ] |